# Polygonzug (Mathematik)

Ein offener Polygonzug

Ein geschlossener Polygonzug

Ein Polygonzug oder Streckenzug ist in der Mathematik die Vereinigung der Verbindungsstrecken einer Folge von Punkten. Polygonzüge werden in vielen Teilgebieten der Mathematik verwendet, etwa in der Geometrie, der Numerik, der Topologie, der Analysis und der Funktionentheorie. Darüber hinaus kommen sie auch in einigen Anwendungsgebieten wie in der Computergrafik oder der Geodäsie zum Einsatz.

## Polygonzüge in der Geometrie

### Definition
Sind {\displaystyle P_{1},P_{2},\dotsc ,P_{m}} Punkte in der euklidischen Ebene oder im euklidischen Raum, dann heißt die Vereinigung der Strecken
{\displaystyle [P_{1}P_{2}]\cup [P_{2}P_{3}]\cup \cdots \cup [P_{m-1}P_{m}]}
Streckenzug oder Polygonzug von {\displaystyle P_{1}} nach {\displaystyle P_{m}}. Fallen {\displaystyle P_{1}} und {\displaystyle P_{m}} zusammen, spricht man von einem geschlossenen Polygonzug, ansonsten von einem offenen Polygonzug.

### Bezug zu Polygonen
Die geometrische Figur, deren Rand von einem geschlossenen Polygonzug gebildet wird, heißt Polygon, die Punkte {\displaystyle P_{1},\ldots ,P_{m-1}} heißen Eckpunkte des Polygons und die Strecken {\displaystyle [P_{1}P_{2}],\ldots ,[P_{m-1}P_{m}]} heißen Seiten des Polygons. Liegen die Punkte in einer Ebene, so nennt man diese Figur ein ebenes Polygon, andernfalls ein windschiefes Polygon.

### Verwendung
Polygonzüge besitzen vielfältige Einsatzmöglichkeiten, beispielsweise bei der Interpolation von Datenpunkten, bei der numerischen Lösung gewöhnlicher Differentialgleichungen mit dem eulerschen Polygonzugverfahren sowie bei der Modellierung in der Computergrafik und im Computer-Aided Design. Zur Anwendung von Polygonzügen im Vermessungswesen siehe Polygonzug (Geodäsie).

## Polygonzüge in der Analysis

### Definition
Sei nun allgemein {\displaystyle V} ein reeller Vektorraum und seien {\displaystyle x_{1},x_{2},\dotsc ,x_{m}\in V} gegebene Elemente des Vektorraums, dann heißt die Vereinigung
{\displaystyle {\mathcal {P}}=\bigcup _{i=1}^{m-1}[x_{i}x_{i+1}]}
der Strecken
{\displaystyle [x_{i}x_{i+1}]=\{(1-\lambda )x_{i}+\lambda x_{i+1}\mid \lambda \in [0,1]\}}
Streckenzug oder Polygonzug von {\displaystyle x_{1}} nach {\displaystyle x_{m}}. Ist {\displaystyle V} ein topologischer Vektorraum, dann sind diese Strecken stetige Bilder des Einheitsintervalls und damit kompakt, was dann auch für die aus ihnen gebildeten endlichen Vereinigungen gilt. Jeder Streckenzug ist stets auch Beispiel eines Kontinuums.

### Rektifizierbarkeit
Polygonzüge spielen eine wesentliche Rolle für die Längenmessung von Kurven im {\displaystyle n}-dimensionalen Raum.
Eine Länge ist allein erklärt für rektifizierbare Kurven. Zum Nachweis der Rektifizierbarkeit betrachtet man für eine gegebene Kurve {\displaystyle {\mathcal {K}}} alle Polygonzüge {\displaystyle {\mathcal {P}}} von {\displaystyle x_{1}} nach {\displaystyle x_{\text{ende}}}, durch deren Ecken {\displaystyle x_{1},x_{2},\dotsc ,x_{m}=x_{\text{ende}}} die Kurve in dieser Reihenfolge verläuft, welche also so beschaffen sind, dass die Seiten des von den Ecken gebildeten Polygons zugleich Sehnen von {\displaystyle {\mathcal {K}}} darstellen. Ein derartiger Polygonzug wird auch als Sehnenzug oder als Sehnenpolygon bezeichnet und man sagt,  {\displaystyle {\mathcal {P}}} ist {\displaystyle {\mathcal {K}}} einbeschrieben. Zur Feststellung der Rektifizierbarkeit von {\displaystyle {\mathcal {K}}} zwischen {\displaystyle x_{1}} und {\displaystyle x_{\text{ende}}} werden die Längen aller einbeschriebenen Sehnenpolygone untersucht. Dabei versteht man unter der Länge eines Polygonzugs die Summe der Längen seiner Strecken.
Wenn für all diese Längen innerhalb {\displaystyle \mathbb {R} } eine obere Schranke existiert, dann ist {\displaystyle {\mathcal {K}}} eine rektifizierbare Kurve, und zwar nur dann. In diesem Falle wird die Länge {\displaystyle L({\mathcal {K}})} als das Supremum aller Längen einbeschriebener Sehnenpolygone definiert (alles für den Kurvenabschnitt {\displaystyle x_{1}} bis {\displaystyle x_{\text{ende}}}).
Für die Feststellung der Rektifizierbarkeit von Kurven gilt folgendes Kriterium:
Eine Kurve im {\displaystyle {\mathbb {R} }^{n}} mit der stetigen Parametrisierung {\displaystyle \gamma =({\gamma }_{1},\dots ,{\gamma }_{n})\colon I\to {\mathbb {R} }^{n}}   {\displaystyle (I=[a,b]\subset \mathbb {R} )} ist genau dann rektifizierbar, wenn die Koordinatenfunktionen {\displaystyle {\gamma }_{1},\dots ,{\gamma }_{n}} von beschränkter Variation sind.

### Zusammenhang mit der Gebietseigenschaft
Die Polygonzüge spielen ebenfalls eine Rolle für die Feststellung, wann im Raum ein Gebiet vorliegt und wann nicht. Hier gilt der folgende Satz:
Eine offene Teilmenge {\displaystyle G} eines topologischen Vektorraums (und insbesondere des {\displaystyle n}-dimensionalen Raums) ist genau dann zusammenhängend, wenn sich je zwei Punkte von {\displaystyle G} durch einen ganz in {\displaystyle G} liegenden Polygonzug verbinden lassen.